# 喜树
喜树（学名：Camptotheca acuminata），中国特有植物。多年生木本植物。生长在长江以南。药用价值高。

## 物种
本属包括以下物种：
- 喜树 Camptotheca acuminata
- 洛氏喜树 Camptotheca lowreyana

## 外部連結
- 喜樹 Xishu（页面存档备份，存于） 藥用植物圖像數據庫 (香港浸會大學中醫藥學院) （中文）（英文）
- 喜樹堿 Camptothecin （页面存档备份，存于） 中草藥化學圖像數據庫 (香港浸會大學中醫藥學院) （中文）（英文）